# RK Rudar Rude
Rukometni klub Rudar je muški rukometni klub iz Ruda, grad Samobor, Zagrebačka županija.

## O klubu
Osnivačka skupšina Rukomenog kluba "Rudar" je održana 5. travnja 1959. godine, te je počeo s natjecanjima u općinskoj ligi Samobora, koju je više puta osvojio i postao vodeći klub samoborskog područja, 1967. godine se plasirao u Zagrebačku zonu, koju osvaja 1972. godine, te prelazi u Regiju Sjever. 1980.-ih, do raspada SFRJ, klub zglavmo igra u Hrvatskoj regionalnoj ligi i Republičkoj ligi. Također je sudjelovao i u kvalifikacijama za Drugu saveznu ligu. U sezonama 1989./90. i 1990./91. je bio član Jedinstvene republičke lige. 
 
U prvoj sezoni po izbijanju Domovinskog Rata, i osamostaljenju Hrvatske, "Rudar" nastupa u 2. HRL - Skupina B (Sjeverna skupina), ali ne završava sezonu. Klub potom igra u Županijskoj ligi i ponovno 2. HRL, u kojima u sezonama 1995./96. i 1996./97. osvaja drugo mjesto. 1995. godine klub dobiva naziv "Rudar - Loto 7". U sezoni 1997./98. osvaja 2. HRL - Središte i ostvaruje plasman u 1. B HRL - Sjever, u kojoj igra u sezoni 1998./99. a potom uglavnom 2. HRL. i 3. HRL. U sezoni 2013./14. osvaja 2. HRL - Zapad i ulazi u 1. HRL, u kojoj u sezoni 2015./16. osvaja 2. mjesto i ostvaruje plasman u Premijer ligu, u kojoj igrajo jednu godinu. U sezoni 2017./18. osvajaju 1. HRL - Sjever i tako ostvaraju povratak u Premijer ligu. 

Klub je utakmice igrao na svom asfaltnom igralištu u Rudama, te dvorani u Samoboru, a 2010. godine je otvorena svorana OŠ "Rude", u kojoj otad "Rudar" igra svoje utakmice.

## Uspjesi
1. HRL
- Prvak: 2017./18. (Sjever), 2020./21. (Sjever)

## Poznati igrači
Tomislav Brnas,bivši juniorski reprezentativac,današnji trener

## Poveznice
- rudar.hr - službene stranice  Arhivirana inačica izvorne stranice od 25. kolovoza 2018. (Wayback Machine)
- RK Rudar, facebook stranica
- sportilus.com, Rukometni klub Rudar Rude
- hrs.hr, natjecanja  Arhivirana inačica izvorne stranice od 22. kolovoza 2018. (Wayback Machine)